# Basilisk – Kóga Ninpó Csó
A Basilisk – Kóga Ninpó Csó (バジリスク〜甲賀忍法帖; Hepburn: Basilisk – Kouga Ninpou Chou, ’Baziliszkusz – A Kóga Nindzsatekercsek’) japán manga- és animesorozat. Jamada Fútaró 1958-as, Kóga Nindzsatekercsek című regényét először Szegava Maszaki adaptálta manga formában, 2003 és 2004 között, majd 2005-ben a Gonzo Stúdió jóvoltából megjelent egy animesorozat is, mely elsősorban a mangát dolgozta fel, de a regényből is kölcsönzött elemeket.
A történet 1614-ben játszódik. A visszavonult sógun, Tokugava Iejaszu semmissé teszi a megnemtámadási szerződést az évszázadok óta ellenséges Iga Cubagakure és Kóga Mandzsidani klánok között, így azok tíz legerősebb nindzsájukat csatába küldve élet-halál harcba bocsátkoznak. A helyzetet nehezíti azonban a két csoport örököse, Oboro és Kóga Gennoszuke közelgő esküvője.

## Epizódlista
| #  | Epizód címe                                       | Első japán sugárzás |
| -- | ------------------------------------------------- | ------------------- |
| 1  | Kölcsönös Ellentétek Szósi Szószacu (相思相殺)    | 2005. 04. 12.       |
| 2  | Sietős Találkozó Taidó Niba (胎動弐場)            | 2005. 04. 19.       |
| 3  | Kegyetlen Balszerencse Kjócsú Muzan (凶蟲無惨)    | 2005. 04. 26.       |
| 4  | Csábító Éjszaka Jókaku Jakó (妖郭夜行)            | 2005. 05. 03.       |
| 5  | A Nindzsák Hat Tanítása Nindzsa Rokugi (忍者六儀) | 2005. 05. 10.       |
| 6  | Könnyes Vágyódás Kórui Renbo (降涙恋慕)           | 2005. 05. 17.       |
| 7  | A Bőr Pokla Hitohada Dzsigoku (人肌地獄)          | 2005. 05. 24.       |
| 8  | Könyörtelen Vérköd Csikemuri Mudzsó (血煙無情)    | 2005. 05. 31.       |
| 9  | Gyászos Eső Aizecu Rinu (哀絶霖雨)                | 2005. 06. 07.       |
| 10 | Isteni Parancs Sinszo Godzsó (神祖御諚)           | 2005. 06. 14.       |
| 11 | Hátrahagyott Kövek Szekireki Mukoku (石礫無告)    | 2005. 06. 21.       |
| 12 | Emlékek Cuiszó Gentó (追想幻燈)                   | 2005. 06. 28.       |
| 13 | Pillangók Tánca Kocsó Ranbu (胡蝶乱舞)            | 2005. 07. 05.       |
| 14 | Tengerbe Hulló Virág Szange Kaikjó (散花海峡)     | 2005. 07. 12.       |
| 15 | Hullám Börtön Ható Gokumon (波涛獄門)             | 2005. 07. 19.       |
| 16 | Halovány Ihlet Kaihó Tanga (懐抱淡画)             | 2005. 07. 26.       |
| 17 | Kóbor Sötétség Konmei Rubó (昏冥流亡)             | 2005. 08. 02.       |
| 18 | Világtalan Hajnal Mumjó Fucugjó (無明払暁)        | 2005. 08. 09.       |
| 19 | Női Összeesküvés Módzso Kanbó (猛女姦謀)          | 2005. 08. 16.       |
| 20 | Jólelkű Folyam Dzsindzsi Rjúrjú (仁慈流々)        | 2005. 08. 23.       |
| 21 | Halálos Hőség Miszacu Kageró (魅殺陽炎)           | 2005. 08. 30.       |
| 22 | Hátborzongató Sikoly Kikoku Súsú (鬼哭啾々)       | 2005. 09. 06.       |
| 23 | Éteri Buborék Mugen Hójó (夢幻泡影)               | 2005. 09. 13.       |
| 24 | Találkozás a Másvilágban Raisze Kaikó (来世邂逅)  | 2005. 09. 20.       |

## Zene

### Nyitódal
- Kóga Ninpó Csó  (甲賀忍法帖?)

Előadó: Onmjóza  (陰陽座); Szöveg, zene: Matatabi  (瞬火)

### Záródal
- Hime Muraszaki  (ヒメムラサキ?) (1., 9., 11-12., 15-16., 24. rész)
- Wild Eyes (2-8., 10., 13-14., 17-23. rész)

Előadó, szöveg: Mizuki Nana  (水樹奈々); Zene: Ída Takahiro  (飯田高広)

## Fordítás
Ez a szócikk részben vagy egészben  a   Basilisk (manga) című angol Wikipédia-szócikk fordításán alapul.  Az eredeti cikk szerkesztőit annak laptörténete sorolja fel. Ez a jelzés csupán a megfogalmazás eredetét és a szerzői jogokat jelzi, nem szolgál a cikkben szereplő információk forrásmegjelöléseként.
Ez a szócikk részben vagy egészben  a(z)   バジリスク 〜甲賀忍法帖〜 című japán Wikipédia-szócikk fordításán alapul.  Az eredeti cikk szerkesztőit annak laptörténete sorolja fel. Ez a jelzés csupán a megfogalmazás eredetét és a szerzői jogokat jelzi, nem szolgál a cikkben szereplő információk forrásmegjelöléseként.